# Christine von Grünigen
Christine von Grünigen, née le 25 mars 1964 à Schönried, est une skieuse alpine suisse. Elle est la sœur du skieur Michael von Grünigen.

## Palmarès
- Vainqueur de la Coupe d'Europe de ski alpin en 1983